# Совкодзьоб
Совкодзьоб (Machaerirhynchus) — рід горобцеподібних птахів, єдиний у родині Machaerirhynchidae. Раніше включався до родини монархових (Monarchidae).

## Поширення
Представники роду поширені на острові Нова Гвінея та в австралійському штаті Квінсленд.

## Опис
Тіло завдовжки 11-15 см, вага 9-12 г. Відзначається статевий диморфізм. Самці забарвлені яскравіше, ніж самиці. Свою назву отримали від форми дзьоба, який в профіль схожий на совок. Способом життя схожі на мухоловок. У гніздо відкладають 2 яйця.

## Види
- Совкодзьоб жовтобровий (Machaerirhynchus flaviventer)
- Совкодзьоб чорноволий (Machaerirhynchus nigripectus)